# 65/17 su Morris CS8
L'autocannone da 65/17 su Morris CS8 era un autocannone realizzato durante la seconda guerra mondiale dalle officine libiche del Regio Esercito italiano, installando il cannone d'accompagnamento 65/17 Mod. 1908/1913 sugli autocarri Morris CS8 di preda bellica.

## Storia
In seguito agli iniziali successi nel teatro nord-africano, il Regio Esercito italiano venne in possesso di numerosi autocarri leggeri Morris CS8, che, vista la cronica mancanza di mezzi motorizzati che affliggeva le forze italiane, prontamente furono immessi in servizio come camionette sahariane, in particolare come autocannoni, porta-munizioni e posto comando per i gruppi di artiglieria motorizzati. L'inadeguatezza dei carri armati italiani e la ridotta mobilità delle artiglierie d'accompagnamento, spinsero i comandi a ricorrere a mezzi semi-artigianali, con bocche da fuoco tutt'altro che adeguate, in attesa dell'approntamento di autocannoni e cacciacarri di potenza adeguata. I mezzi, come per altri autocannoni basati su mezzi di preda bellica, furono realizzati presso le officine libiche del 12º Autoraggruppamento AS (Africa Settentrionale).
Un primo lotto di 24 CS8 armati con il cannone italiano da 65/17 equipaggiarono il Corpo d'Armata di Manovra (CAM) del generale Gastone Gambara nell'agosto 1941. Successivamente gli autocannoni 65/17 su Morris CS8 arrivarono ad equipaggiare 7 batterie volanti. Gli autocannoni furono impiegati per tutta la campagna del Nordafrica, fino alla campagna di Tunisia ed alla disfatta delle truppe dell'Asse.

### Lebatterie volanti
Le batterie volanti erano unità completamente motorizzate, costituite in Africa settentrionale per fornire soprattutto supporto anticarro contro le tecnicamente superiori forze corazzate e blindate alleate. Le batterie dalla 1ª alla 6ª equipaggiarono (tre per gruppo) il I ed III gruppo; nel tardo 1942 i due gruppi vennero ridenominati rispettivamente XIV e XV ed assegnati alla 136ª Divisione corazzata "Giovani Fascisti", mentre le batterie volanti furono ribattezzate batterie autocannoni; l'ultima batteria era la 11ª Batteria indipendente. 
La dotazione prevista nel 1941 per ogni batteria era di quattro autocannoni con 36 colpi a bordo e due CS8 porta-munizioni, ognuno con 250 colpi (metà AT e metà HE); alcune batterie furono dotate di tre autocannoni da 65 su CS8 e due Ford F15 armati con la mitragliera Breda da 20/65 Mod. 1939; questa stessa mitragliera fu in alcuni casi installata anche su Morris CS8. Nel giugno 1942 le batterie leggere motorizzate vennero riorganizzate su un comando, tre batterie da 65/17 (per un totale di 12 autocannoni) una batteria da 20/65 (su 4 autocannoni) e 40 veicoli di supporto (tra i quali 13 motociclette), con un organico di 13 [[ufficiale (forze armate)|ufficiali]], 7 [[sottufficiale|sottufficiali]], 137 artiglieri e 56 conduttori

## Tecnica

### La bocca da fuoco
Il cannone da 65/17 Mod. 1908 (ed il successivo Mod. 1913) fu il cannone da montagna standard del Regio Esercito durante la Grande Guerra. Nel 1920 fu sostituito in questo ruolo dall'obice da 75/13 e venne assegnato alla fanteria come cannone d'accompagnamento in sostituzione del 37F in ragione di tre e, dal 1934, quattro pezzi  per ogni reggimento. Massicciamente impiegato nella guerra d'Etiopia ed in quella di Spagna, allo scoppio della seconda guerra mondiale, in virtù delle migliori prestazioni controcarro rispetto al cannone da 47/32, fu assegnato prioritariamente allo CSIR ed alle truppe in nordafrica. Nel teatro africano dimostrò problemi di mobilità e di stabilità sulla sabbia, che, insieme alle caratteristiche di estrema mobilità che caratterizzava la guerra negli ampi spazi desertici, spinsero i vertici dell'esercito ad installare queste bocche da fuoco sul pianale di autocarri quali il Morris CS8 ed il Fiat 634.
L'affusto originale del cannone veniva installato sul telaio di una piattaforma ruotava su un sistema ricavato dall'anello di torretta del carro M13/40. Il settore di elevazione era limitato da 0° a +20°, mentre il brandeggio era di ben 360°.

### L'autocarro
Il Morris CS8, chiamato anche platoon truck, era la spina dorsale della motorizzazione delle forze armate britanniche. Era un autocarro 4×2 della classe 15 cwt (750 kg) di portata, compatto ed affidabile. Catturato in gran numero in Cirenaica durante le prime fasi della guerra, fu apprezzato ed ampiamente utilizzato dagli italiani come camionetta desertica ed in particolare come veicolo porta-munizioni, posto comando ed appunto base per autocannoni da 65/17 e da 20/65 per i gruppi di artiglieria motorizzati.
Le modifiche consistevano innanzitutto nella rimozione di parabrezza e telonature. Il pianale di carico veniva allungato di 460-510 mm e su di esso veniva fissato l'anello di torretta con il telaio dell'affusto; le sponde erano sostituite con pannelli in due elementi incernierati, in modo che quello superiore poteva essere abbassato per permettere il brandeggio ed il rinculo nei settori di tiro laterali e posteriore. Sulla sponda posteriore venivano fissati gli attrezzi da zappatore, mentre su quelle laterali venivano appese le due rampe in lamiera d'acciaio per le operazioni di disinsabbiamento. Il peso del mezzo con l'arma saliva così da 1.969 kg a 2.846 kg in configurazione di combattimento.  Ogni mezzo aveva una dotazione di 8 taniche da 20 litri: 6 di carburante, una di lubrificante ed una d'acqua: in questo modo l'autonomia saliva a 1325 km. Ogni autocannone trasportava una riservetta di 40 colpi, aumentati in seguito a 60.